# 妙覚寺 (沼津市)
妙覚寺（みょうかくじ）は、静岡県沼津市下河原にある日蓮宗の寺院。山号は満松山。旧本山は玉澤妙法華寺、境師法縁。日蓮真筆消息文や、日蓮、日昭、日朗、日進、日実筆の法華曼荼羅、今川氏、武田氏の朱印状を所蔵する。境内に作家井上靖の文学碑がある。

## 歴史
文永（1264年－1274年）年間に日安（延慶元年11月12日（1308年）没）を開山に創建された。妙覚（平六代(高清)の法名。平維盛の嫡男で文覚の弟子）が建久（1190年－1198年）年間に文覚の謀叛に連座して相模国手越川原（現在の神奈川県内）で処刑されたが家臣斎藤範房が首級を持って伊豆に逃れた。正治2年（1200年）沼津に戻り範房の孫日安が日蓮の弟子になり自邸を精舎にし満松山妙覚寺と号したという。

## 境内
- 本堂
- 井上靖の文学碑　沼津中学時代に寄宿した縁で建立されたものという。

## 歴代・関連人物
- 文覚

## 旧末寺
日蓮宗は昭和16年に本末を解体したため、現在では、旧本山、旧末寺と呼びならわしている。
- 榮松山妙蓮寺(沼津市下香貫林ノ下)